# قائمة موسيقى بليتش التصويرية
بليتش (ブリーチ بوريتشي) هي سلسلة مانغا يابانية للمؤلف والرسام تايت كوبو. يحكي بليتش عن مغامرات طالب الثانوية إيتشيغو كوروساكي بعدما يجني قوى الشينيغامي (死神، حرفيًا، "إله الموت") من شينيغامي أخرى تدعى روكيا كوتشيكي. تتكون ألبومات بليتش في المقام الأول من الموسيقى التصويرية المُنتجَة لأنمي بليتش. قام شيرو ساغيسو بتلحين الموسيقى التصويرية وأُصدرت في ثمانية مجلدات وتجميعة صندوق الذكرى السنوية. العديد من الموسيقى التصويرية قد أُصدرت في تجميعات مختلفة. وقد أُصدرت سلسلة من ألبومات أغنيات الشخصيات والألبومات الأفضل والتي تتكون من أغاني الشارات وألبومات مسرحيات الروك وأقراص الدراما والمنتج هو سوني للترفيه الموسيقي اليابانية.
تأتي أغاني شارات البداية والنهاية في أنمي بليتش من مجموعة متنوعة من الفرق والفنانين منهم أورانج رينج و‌أوفرورلد و‌هاي آند مايتي كلر و‌بيت كروسيدرز و‌يويه و‌أكوا تايمز و‌إيشن كونغ-فو جينيريشن و‌كيلون و‌سكاندال و‌بورنو غرافيتي و‌ميوا و‌سيد و‌فيفيد و‌ريه فو و‌هوم ميد كازوكو و‌ين ها و‌صن ست سويش و‌إيكيمونو غاكاري و‌جون و‌ماي هوشيمورا و‌أوري سكا باند و‌تشاتمونتشي و‌آر إس بي و‌ليل بي و‌بيزموكو و‌ستريوبوني و‌شيون تسوجي و‌سامبو ماستر و‌سباير و‌إيمر وكثيرين آخرين. أكوا تايمز خاصةً قد شاركت في العديد من الشارات طوال فترة الإنتاج.
ألبومان من تسجيلات بليتش فازا بجائزة اليابان للقرص الذهبي في تصنيف «ألبوم العام للرسوم المتحركة».

## ألبومات كاملة

### بليتش الأفضل
| 1.  | "*~النجمة~ (＊～アスタリスク～ أسوتاريسوكو)"         |  |
| 2.  | "الحياة مثل قارب"                                    |  |
| 3.  | "شكرًا لك!! (サンキュー!! سانكيو!!)"                  |  |
| 4.  | "دي-تكنولايف"                                        |  |
| 5.  | "مذنب (ほうき星 هوكيبوشي)"                           |  |
| 6.  | "أشخاص سعداء (happypeople)"                          |  |
| 7.  | "زهرة وحيدة (一輪の花 إتشيرين نو هانا)"              |  |
| 8.  | "حياة (Life)"                                        |  |
| 9.  | "وتيرتي (マイペース ماي بيسو)"                       |  |
| 10. | "الليلة، الليلة، الليلة (Tonight, Tonight, Tonight)" |  |
| 11. | "هانابي (Hanabi)"                                    |  |
| 12. | "أتحرك!! (Movin!!)"                                  |  |

| 1. | "هانابي (Hanabi)" (عزف الجاز)                                    |  |
| 2. | "*~النجمة~ (＊～アスタリスク～ أسوتاريسوكو)" (عزف الجاز)         |  |
| 3. | "الحياة مثل قارب" (عزف الجاز)                                    |  |
| 4. | "الليلة، الليلة، الليلة (Tonight, Tonight, Tonight)" (عزف الجاز) |  |
| 5. | "مذنب (ほうき星 هوكيبوشي)" (عزف الجاز)                           |  |
| 6. | "أشخاص سعداء (happypeople)" (عزف الجاز)                          |  |
| 7. | "زهرة وحيدة (一輪の花 إتشيرين نو هانا)" (عزف الجاز)              |  |
| 8. | "شكرًا لك!! (サンキュー!! سانكيو!!)" (عزف الجاز)                  |  |

| 1.  | "النجم الدوار (Rolling Star)"                          |  |
| 2.  | "حبيبتي إنها أنتِ (Baby It's You)"                      |  |
| 3.  | "طقس زهرة الكرز (桜日和 ساكورا بيوري)"                 |  |
| 4.  | "ألونز (Alones)"                                       |  |
| 5.  | "على رؤوس الأصابع (爪先 تسوماساكي)"                    |  |
| 6.  | "دايداي (橙، نوع من النارنج)"                          |  |
| 7.  | "بعد حلول الظلام (アフターダーク أفتا داكو)"           |  |
| 8.  | "أيام نثر البذور (種をまく日々 تاني أو ماكو هيبي)"     |  |
| 9.  | "امتنان (感謝。 كانشا)"                                |  |
| 10. | "تشو-بورا (Chu-Bura)"                                  |  |
| 11. | "برتقالي (オレンジ أورنجي)"                            |  |
| 12. | "رماحة (ギャロップ غياروبُّو)"                           |  |
| 13. | "ما بعد ألف ليلة (千の夜をこえて سِن نو يورو وو كويتي)" |  |
| 14. | "صخرة الضوء (光のロック هيكاري نو روك)"                |  |

| 1.  | "فيلونيكا (Velonica)"                                                                            |  |
| 2.  | "بتلة زهرة واحدة (ヒトヒラのハナビラ هيتوهيرا نو هانابيرا)"                                      |  |
| 3.  | "وتر السماء (إلى البالغ أنت) (Sky chord 〜大人になる君へ〜 سوكاي كودو ~أوتونا ني نارو كيمي إي~)" |  |
| 4.  | "فتيات (少女S شوجو إسو)"                                                                         |  |
| 5.  | "سأحميك، أنا أحبك (君を守って君を愛して كيمي أو ماموتِّي، كيمي أو أيشيتي)"                         |  |
| 6.  | "راكب الأمواج المجنون (Mad Surfer)"                                                              |  |
| 7.  | "أنيما روسا (アニマロッサ)"                                                                      |  |
| 8.  | "شخص زهرة الكرز (さくらびと ساكورابيتو)"                                                         |  |
| 9.  | "تركك (旅立つキミへ تابيداتسو كيمي إي)"                                                          |  |
| 10. | "تغير (chAngE)"                                                                                  |  |
| 11. | "ابقي جميلة (Stay Beautiful)"                                                                    |  |
| 12. | "أصداء (Echoes)"                                                                                 |  |
| 13. | "حتى إن لم تستطع رؤية القمر الليلة (今宵、月が見えずとも كويوي، تسوكي غا ميزو تومو)"             |  |

### ألبوم بليتش المبدئي
| سنة  | عنوان                                                                                                  | رسوم | رسوم   | مرجع   |
| سنة  | عنوان                                                                                                  | ذروة | أسابيع | مرجع   |
| ---- | --- | ---- | ------ | ------ |
| 2010 | أغاني بليتش المقلدة المبدئية Bleach Concept Covers - تاريخ الإصدار: 15 ديسمبر 2010 - منتج: أنيبلكس     | 33   | 10     | [ 9 ]  |
| 2011 | أغاني بليتش المقلدة المبدئية 2 Bleach Concept Covers 2 - تاريخ الإصدار: 14 ديسمبر 2011 - منتج: أنيبلكس | 18   | 5      | [ 10 ] |

### أغنية شخصيات بليتش

#### التجميعة النابضة
| سنة  | عنوان | رسوم | رسوم   | مرجع   |
| سنة  | عنوان | ذروة | أسابيع | مرجع   |
| ---- | --- | ---- | ------ | ------ |
| 2005 | تجميعة بليتش النابضة - إيتشيغو كوروساكي Bleach Beat Collection - Ichigo Kurosaki - تاريخ الإصدار: 22 يونيو 2005 - منتج: سوني للترفيه الموسيقي اليابانية | 92   | 3      | [ 11 ] |
| 2005 | تجميعة بليتش النابضة - رينجي أباراي Bleach Beat Collection - Renji Abarai - تاريخ الإصدار: 20 يوليو 2005 - منتج: سوني للترفيه الموسيقي اليابانية | 43   | 3      | [ 12 ] |
| 2005 | تجميعة بليتش النابضة - أوريو إشيدا Bleach Beat Collection -`Uryu Ishida - تاريخ الإصدار: 24 أغسطس 2005 - منتج: سوني للترفيه الموسيقي اليابانية | 60   | 2      | [ 13 ] |
| 2005 | تجميعة بليتش النابضة - هاناتارو يامادا وكون Bleach Beat Collection - Hanataro Yamada & Kon - تاريخ الإصدار: 19 أكتوبر 2005 - منتج: سوني للترفيه الموسيقي اليابانية | 52   | 2      | [ 14 ] |
| 2005 | تجميعة بليتش النابضة - غين إتشيمارو Bleach Beat Collection - Gin Ichimaru - تاريخ الإصدار: 21 ديسمبر 2005 - منتج: سوني للترفيه الموسيقي اليابانية | 32   | 4      | [ 15 ] |
| 2006 | تجميعة بليتش النابضة الفصل الثاني 01 - إيتشيغو كوروساكي وزانغتسو Bleach Beat Collection 2nd Session 01 - Ichigo Kurosaki & Zangetsu - تاريخ الإصدار: 3 مايو 2006 - منتج: أنيبلكس                                                                                        | 61   | 2      | [ 16 ] |
| 2006 | تجميعة بليتش النابضة الفصل الثاني 02 - توشيرو هيتسوغايا ورانغيكو ماتسوموتو ومومو هيناموري Bleach Beat Collection 2nd Session 02 - Toushiro Hitsugaya/Rangiku Matsumoto/Momo Hinamori - تاريخ الإصدار: 7 يونيو 2006 - منتج: أنيبلكس                                      | 51   | 3      | [ 17 ] |
| 2006 | تجميعة بليتش النابضة الفصل الثاني 03 - كنباتشي زاراكي وياتشيرو كوساجيشي وإكاكو مادارامي ويوميتشيكا أيسيغاوا Bleach Beat Collection 2nd Session 03 - Kenpachi Zaraki/Yachiru Kusajishi/Ikkaku Madarame/Yumichika Ayesegawa - تاريخ الإصدار: 2 أغسطس 2006 - منتج: أنيبلكس | 67   | 2      | [ 18 ] |
| 2006 | تجميعة بليتش النابضة الفصل الثاني 04 - جين كاريا وريرين كورود ونوبا Bleach Beat Collection 2nd Session 04 - Jin Kariya/Ririn/Kuroud/Noba - تاريخ الإصدار: 4 أكتوبر 2006 - منتج: أنيبلكس                                                                                 | 97   | 2      | [ 19 ] |
| 2006 | تجميعة بليتش النابضة الفصل الثاني 05 - روكيا كوتشيكي وأوريهيمي إينوي Bleach Beat Collection 2nd Session 05 - Rukia Kuchiki & Orihime Inoue - تاريخ الإصدار: 20 ديسمبر 2006 - منتج: أنيبلكس                                                                              | 94   | 3      | [ 20 ] |
| 2007 | تجميعة بليتش النابضة الأفضل 1 Bleach Beat Collection The Best 1 - تاريخ الإصدار: 21 مارس 2007 - منتج: أنيبلكس | 81   | 3      | [ 21 ] |
| 2007 | تجميعة بليتش النابضة الفصل الثالث 01 - ألكيورا Bleach Beat Collection 3rd Session 01 - Ulquiorra - تاريخ الإصدار: 6 يونيو 2007 - منتج: أنيبلكس | 75   | 2      | [ 22 ] |
| 2007 | تجميعة بليتش النابضة الفصل الثالث 02 - غريمجو جيغيرجاغوس Bleach Beat Collection 3rd Session 02 - Grimmjow Jaegerjaques - تاريخ الإصدار: 6 يونيو 2007 - منتج: أنيبلكس | 57   | 2      | [ 23 ] |
| 2007 | تجميعة بليتش النابضة الفصل الثالث 03 - سوسكي آيزن Bleach Beat Collection 3rd Session 03 - Sousuke Aizen - تاريخ الإصدار: 1 أغسطس 2007 - منتج: أنيبلكس | 96   | 1      | [ 24 ] |
| 2007 | تجميعة بليتش النابضة الفصل الثالث 04 - كانامي توسن Bleach Beat Collection 3rd Session 04 - Kaname Tosen - تاريخ الإصدار: 3 أكتوبر 2007 - منتج: أنيبلكس | 158  | 1      | [ 25 ] |
| 2007 | تجميعة بليتش النابضة الفصل الثالث 05 - نل تو Bleach Beat Collection 3rd Session 05 - Nel Tu - تاريخ الإصدار: 19 ديسمبر 2007 - منتج: أنيبلكس | 185  | 1      | [ 26 ] |
| 2008 | تجميعة بليتش النابضة الفصل الثالث 06 - سايلابورو غرانتز Bleach Beat Collection 3rd Session 06 - Szayelaporro Grantz - تاريخ الإصدار: 5 مارس 2008 - منتج: أنيبلكس | 91   | 2      | [ 27 ] |
| 2008 | تجميعة بليتش النابضة الفصل الرابع 01 - بياكويا وروكيا Bleach Beat Collection 4th Session 01 - Byakuya and Rukia - تاريخ الإصدار: 21 مايو 2008 - منتج: أنيبلكس | 84   | 2      | [ 28 ] |
| 2008 | تجميعة بليتش النابضة الفصل الرابع 02 - جوشيرو وكاين Bleach Beat Collection 4th Session 02 - Jushiro and Kaien - تاريخ الإصدار: 16 يوليو 2008 - منتج: أنيبلكس | 75   | 2      | [ 29 ] |
| 2008 | تجميعة بليتش النابضة الفصل الرابع 03 - سيوسوكي وماكوتو Bleach Beat Collection 4th Session 03 - Syusuke and Makoto - تاريخ الإصدار: 24 سبتمبر 2008 - منتج: أنيبلكس | 177  | 1      | [ 30 ] |
| 2008 | تجميعة بليتش النابضة الفصل الرابع 04 - إيتشيغو وروكيا Bleach Beat Collection 4th Session 04 - Ichigo and Rukia - تاريخ الإصدار: 17 ديسمبر 2008 - منتج: أنيبلكس | 91   | 1      | [ 31 ] |
| 2009 | تجميعة بليتش النابضة الفصل الرابع 05 - مايوري ونيمو Bleach Beat Collection 4th Session 05 - Mayuri and Nemu - تاريخ الإصدار: 18 مارس 2009 - منتج: أنيبلكس | 138  | 1      | [ 32 ] |
| 2009 | تجميعة بليتش النابضة الأفضل 2 Bleach Beat Collection The Best 2 - تاريخ الإصدار: 18 مارس 2009 - منتج: أنيبلكس | 160  | 2      | [ 33 ] |

#### تجميعة اللاهث
| سنة  | عنوان | رسوم | رسوم   | مرجع   |
| سنة  | عنوان | ذروة | أسابيع | مرجع   |
| ---- | --- | ---- | ------ | ------ |
| 2009 | بليتش تجميعة اللاهث 01 - إيتشيغو كوروساكي مع زانغتسو Bleach Breathless Collection 01 - Ichigo Kurosaki with Zangetsu - تاريخ الإصدار: 30 سبتمبر 2009 - منتج: أنيبلكس                           | 109  | 1      | [ 34 ] |
| 2009 | بليتش تجميعة اللاهث 02 - روكيا كوتشيكي مع سودي نو شيرايوكي Bleach Breathless Collection 02 - Rukia Kuchiki with Sode no Shirayuki - تاريخ الإصدار: 21 أكتوبر 2009 - منتج: أنيبلكس              | 126  | 1      | [ 35 ] |
| 2009 | بليتش تجميعة اللاهث 03 - رينجي أباراي مع زابيمارو Bleach Breathless Collection 03 - Renji Abarai with Zabimaru - تاريخ الإصدار: 25 نوفمبر 2009 - منتج: أنيبلكس                                 | 175  | 1      | [ 36 ] |
| 2009 | بليتش تجميعة اللاهث 04 - توشيرو هيتسوغايا مع هيورينمارو Bleach Breathless Collection 04 - Tōshirō Hitsugaya with Hyōrinmaru - تاريخ الإصدار: 16 ديسمبر 2009 - منتج: أنيبلكس                    | 85   | 2      | [ 37 ] |
| 2010 | بليتش تجميعة اللاهث 05 - شوهيه هيساغي مع كازيشيني Bleach Breathless Collection 05 - Shūhei Hisagi with Kazeshini - تاريخ الإصدار: 24 فبراير 2010 - منتج: أنيبلكس                               | 70   | 3      | [ 38 ] |
| 2010 | بليتش تجميعة اللاهث 06 - بياكويا كوتشيكي مع سنبونزاكورا وموراماس Bleach Breathless Collection 06 - Byakuya Kuchiki with Senbonzakura and Muramasa - تاريخ الإصدار: 3 مارس 2010 - منتج: أنيبلكس | 75   | 2      | [ 39 ] |

## أغان منفردة

### أنمي

#### شارات البداية
| سنة  | عنوان | فنان                  | رسوم | رسوم   | مرجع   |
| سنة  | عنوان | فنان                  | ذروة | أسابيع | مرجع   |
| ---- | --- | --------------------- | ---- | ------ | ------ |
| 2005 | *~النجمة~ (＊～アスタリスク～ أسوتاريسوكو) - تاريخ الإصدار: 23 فبراير 2005 - منتج: تسجيلات جي آر gr8! - اِستُخدِمت شارة للبداية في الحلقات 1–25           | أورانج رينج           | 1    | 22     | [ 40 ] |
| 2005 | "دي-تكنولايف" - تاريخ الإصدار: 6 يوليو 2005 - منتج: تسجيلات جي آر 8! - اِستُخدِمت شارة للبداية في الحلقات 26–51                                           | أوفرورلد              | 4    | 31     | [ 41 ] |
| 2006 | "زهرة وحيدة" (一輪の花 إتشيرين نو هانا) - تاريخ الإصدار: 11 يناير 2006 - منتج: سوني للترفيه الموسيقي اليابانية - اِستُخدِمت شارة للبداية في الحلقات 52–74 | هاي آند مايتي كلر     | 2    | 14     | [ 42 ] |
| 2006 | "الليلة، الليلة، الليلة" (Tonight, Tonight, Tonight) - تاريخ الإصدار: 6 سبتمبر 2006 - منتج: تسجيلات دفستار - اِستُخدِمت شارة للبداية في الحلقات 75–97     | بيت كروسيدرز          | 7    | 8      | [ 43 ] |
| 2007 | "النجم الدوار" (Rolling Star) - تاريخ الإصدار: 17 يناير 2007 - منتج: تسجيلات ستوديوسفن - اِستُخدِمت شارة للبداية في الحلقات 98–120                        | يويه                  | 4    | 16     | [ 44 ] |
| 2007 | "ألونز" (Alones) - تاريخ الإصدار: 1 أغسطس 2007 - منتج: إبك ريكوردز اليابان - اِستُخدِمت شارة للبداية في الحلقات 121–143                                   | أكوا تايمز            | 3    | 15     | [ 45 ] |
| 2007 | "بعد حلول الظلام" (アフターダーク أفتا داكو) - تاريخ الإصدار: 7 نوفمبر 2007 - منتج: موسيقى كيون - اِستُخدِمت شارة للبداية في الحلقات 144–167              | إيشن كونغ-فو جينيريشن | 6    | 15     | [ 46 ] |
| 2008 | "تشو-بورا" (Chu-Bura) - تاريخ الإصدار: 2 يوليو 2008 - منتج: سوني للترفيه الموسيقي اليابانية - اِستُخدِمت شارة للبداية في الحلقات 168–189                  | كيلون                 | 20   | 5      | [ 47 ] |
| 2009 | "فيلونيكا" (Velonica) - تاريخ الإصدار: 14 يناير 2009 - منتج: إبك ريكوردز اليابان - اِستُخدِمت شارة للبداية في الحلقات 190–214                             | أكوا تايمز            | 2    | 10     | [ 48 ] |
| 2009 | "فتيات" (少女S شوجو إسو) - تاريخ الإصدار: 17 يونيو 2009 - منتج: إبك ريكوردز اليابان - اِستُخدِمت شارة للبداية في الحلقات 215–242                          | سكاندال               | 6    | 13     | [ 49 ] |
| 2009 | "أنيما روسا" (アニマロッサ) - تاريخ الإصدار: 25 نوفمبر 2009 - منتج: سوني للترفيه الموسيقي اليابانية - اِستُخدِمت شارة للبداية في الحلقات 243–265          | بورنو غرافيتي         | 3    | 13     | [ 50 ] |
| 2010 | "تغير" (chAngE) - تاريخ الإصدار: 1 سبتمبر 2010 - منتج: سوني للترفيه الموسيقي اليابانية - اِستُخدِمت شارة للبداية في الحلقات 266–291                       | ميوا                  | 8    | 7      | [ 51 ] |
| 2010 | "لحن الرقصة البرية" (乱舞のメロディ رانبو نو ميرودي) - تاريخ الإصدار: 1 ديسمبر 2010 - منتج: موسيقى كيون - اِستُخدِمت شارة للبداية في الحلقات 292–316      | سيد                   | 5    | 13     | [ 52 ] |
| 2011 | "أزرق" (BLUE) - تاريخ الإصدار: 13 يوليو 2011 - منتج: إبك ريكوردز اليابان - اِستُخدِمت شارة للبداية في الحلقات 317–342                                     | فيفيد                 | 4    | 8      | [ 53 ] |
| 2012 | "هاروكازي" - تاريخ الإصدار: 22 فبراير 2012 - منتج: إبك ريكوردز اليابان - اِستُخدِمت شارة للبداية في الحلقات 343–366                                       | سكاندال               | 6    | 6      | [ 54 ] |

#### شارات النهاية
| سنة  | عنوان | فنان            | رسوم | رسوم   | مرجع   |
| سنة  | عنوان | فنان            | ذروة | أسابيع | مرجع   |
| ---- | --- | --------------- | ---- | ------ | ------ |
| 2004 | "الحياة مثل قارب" - تاريخ الإصدار: 23 سبتمبر 2004 - منتج: بالم بيتش - اِستُخدِمت شارة للنهاية في الحلقات 1–13                                                                                        | ريه فو          | 32   | 18     | [ 55 ] |
| 2005 | شكرًا لك!! (サンキュー!! سانكيو!!) - تاريخ الإصدار: 26 يناير 2005 - منتج: موسيقى كيون - اِستُخدِمت شارة للنهاية في الحلقات 14–25                                                                      | هوم ميد كازوكو  | 15   | 16     | [ 56 ] |
| 2005 | مذنب (ほうき星 هوكيبوشي) - تاريخ الإصدار: 1 يونيو 2005 - منتج: إبك ريكوردز اليابان - اِستُخدِمت شارة للنهاية في الحلقات 26–38                                                                        | ين ها           | 15   | 17     | [ 57 ] |
| 2005 | "أشخاص سعداء" (happypeople) - تاريخ الإصدار: 7 سبتمبر 2005 - منتج: سوني للترفيه الموسيقي اليابانية - اِستُخدِمت شارة للنهاية في الحلقات 39–52                                                        | سكوب أون سمبادي | 23   | 4      | [ 58 ] |
| 2005 | "حياة" (Life) - تاريخ الإصدار: 9 نوفمبر 2005 - منتج: سوني للترفيه الموسيقي اليابانية - اِستُخدِمت شارة للنهاية في الحلقات 53–63                                                                      | يويه            | 9    | 13     | [ 59 ] |
| 2006 | "وتيرتي" (マイペース ماي بيسو) - تاريخ الإصدار: 1 مارس 2006 - منتج: سوني للترفيه الموسيقي اليابانية - اِستُخدِمت شارة للنهاية في الحلقات 64–74                                                       | صن ست سويش      | 6    | 24     | [ 60 ] |
| 2006 | "هانابي" (Hanabi) - تاريخ الإصدار: 31 مايو 2006 - منتج: إبك ريكوردز اليابان - اِستُخدِمت شارة للنهاية في الحلقات 75–86                                                                               | إيكيمونو غاكاري | 5    | 9      | [ 61 ] |
| 2006 | "أتحرك!!" (Movin!!) - تاريخ الإصدار: 12 يوليو 2006 - منتج: إبك ريكوردز اليابان - اِستُخدِمت شارة للنهاية في الحلقات 87–97                                                                            | تاكاتشا         | 62   | 4      | [ 62 ] |
| 2006 | "حبيبتي إنها أنتِ" (Baby It's You) - تاريخ الإصدار: 15 نوفمبر 2006 - منتج: سوني للترفيه الموسيقي اليابانية - اِستُخدِمت شارة للنهاية في الحلقات 98–109                                                | جون             | 49   | 2      | [ 63 ] |
| 2007 | "طقس زهرة الكرز" (桜日和 ساكورا بيوري) - تاريخ الإصدار: 7 مارس 2007 - منتج: سوني للترفيه الموسيقي اليابانية - اِستُخدِمت شارة للنهاية في الحلقات 110–121                                             | ماي هوشيمورا    | 20   | 7      | [ 64 ] |
| 2007 | "على رؤوس الأصابع" (爪先 تسوماساكي) - تاريخ الإصدار: 9 مايو 2007 - منتج: سوني للترفيه الموسيقي اليابانية - اِستُخدِمت شارة للنهاية في الحلقات 122–131                                                | أوري سكا باند   | 44   | 2      | [ 65 ] |
| 2007 | "دايداي" (橙، نوع من النارنج) - تاريخ الإصدار: 5 سبتمبر 2007 - منتج: موسيقى كيون - اِستُخدِمت شارة للنهاية في الحلقات 132–143                                                                        | تشاتمونتشي      | 12   | 7      | [ 66 ] |
| 2007 | "أيام نثر البذور" (種をまく日々 تاني أو ماكو هيبي) - تاريخ الإصدار: 14 نوفمبر 2007 - منتج: إبك ريكوردز اليابان - اِستُخدِمت شارة للنهاية في الحلقات 144–153                                          | كوسوكي أتاري    | 22   | 8      | [ 67 ] |
| 2008 | "امتنان" (感謝。 كانشا) - تاريخ الإصدار: 6 فبراير 2008 - منتج: سوني للترفيه الموسيقي اليابانية - اِستُخدِمت شارة للنهاية في الحلقات 154–167                                                          | آر إس بي        | 25   | 7      | [ 68 ] |
| 2008 | "برتقالي" (オレンジ أورنجي) - تاريخ الإصدار: 18 يونيو 2008 - منتج: تسجيلات دفستار - اِستُخدِمت شارة للنهاية في الحلقات 168–179                                                                       | ليل بي          | 28   | 5      | [ 69 ] |
| 2008 | "رماحة" (ギャロップ غياروبُّو) - تاريخ الإصدار: 9 يوليو 2008 - منتج: تسجيلات دفستار - اِستُخدِمت شارة للنهاية في الحلقات 180–189                                                                       | بيزموكو         | 59   | 6      | [ 70 ] |
| 2008 | "بتلة زهرة واحدة" (ヒトヒラのハナビラ هيتوهيرا نو هانابيرا) - تاريخ الإصدار: 5 نوفمبر 2008 - منتج: سوني للترفيه الموسيقي اليابانية - اِستُخدِمت شارة للنهاية في الحلقات 190–201                      | ستريوبوني       | 25   | 13     | [ 71 ] |
| 2009 | "وتر السماء (إلى البالغ أنت)" (Sky chord 〜大人になる君へ〜 سوكاي كودو ~أوتونا ني نارو كيمي إي~) - تاريخ الإصدار: 25 فبراير 2009 - منتج: تسجيلات دفستار - اِستُخدِمت شارة للنهاية في الحلقات 202–214 | شيون تسوجي      | 44   | 4      | [ 72 ] |
| 2009 | "سأحميك، أنا أحبك" (君を守って君を愛して كيمي أو ماموتِّي، كيمي أو أيشيتي) - تاريخ الإصدار: 10 يونيو 2009 - منتج: سوني للترفيه الموسيقي اليابانية - اِستُخدِمت شارة للنهاية في الحلقات 215–229         | سامبو ماستر     | 34   | 4      | [ 73 ] |
| 2009 | "راكب الأمواج المجنون" (Mad Surfer) - تاريخ الإصدار: 26 أغسطس 2009 - منتج: أريولا اليابان - اِستُخدِمت شارة للنهاية في الحلقات 230–242                                                               | كنيتشي أساي     | 23   | 6      | [ 74 ] |
| 2010 | "شخص زهرة الكرز" (さくらびと ساكورابيتو) - تاريخ الإصدار: 13 يناير 2010 - منتج: سوني للترفيه الموسيقي اليابانية - اِستُخدِمت شارة للنهاية في الحلقات 243–255                                         | صن ست سويش      | 11   | 6      | [ 75 ] |
| 2010 | "تركك" (旅立つキミへ تابيداتسو كيمي إي) - تاريخ الإصدار: 10 مارس 2010 - منتج: سوني للترفيه الموسيقي اليابانية - اِستُخدِمت شارة للنهاية في الحلقات 256–265                                           | آر إس بي        | 47   | 3      | [ 76 ] |
| 2010 | "ابقي جميلة" (Stay Beautiful) - تاريخ الإصدار: 12 مايو 2010 - منتج: سوني للترفيه الموسيقي اليابانية - اِستُخدِمت شارة للنهاية في الحلقات 266–278                                                     | ديغي-مو         | 29   | 3      | [ 77 ] |
| 2010 | "أصداء" (Echoes) - تاريخ الإصدار: 4 أغسطس 2010 - منتج: تسجيلات دفستار - اِستُخدِمت شارة للنهاية في الحلقات 279–291                                                                                   | يونيفيرس        | 60   | 2      | [ 78 ] |
| 2010 | "اللحظة الأخيرة" (Last Moment) - تاريخ الإصدار: 1 ديسمبر 2010 - منتج: سوني للترفيه الموسيقي اليابانية - اِستُخدِمت شارة للنهاية في الحلقات 292–303                                                   | سباير           | 43   | 6      | [ 79 ] |
| 2011 | "أغنية لأجل..." (Song For...) - تاريخ الإصدار: 2 مارس 2011 - منتج: تسجيلات دفستار - اِستُخدِمت شارة للنهاية في الحلقات 304–316                                                                       | روكيز إز بانكد  | 91   | 2      | [ 80 ] |
| 2011 | "طائر أزرق" (アオイトリ أوي توري) - تاريخ الإصدار: 8 يونيو 2011 - منتج: أريولا اليابان - اِستُخدِمت شارة للنهاية في الحلقات 317–329                                                                  | فوميكا          | 50   | 2      | [ 81 ] |
| 2011 | "بعيدًا" (ハルカカナタ هاروكا كاناتا) - تاريخ الإصدار: 7 سبتمبر 2011 - منتج: سوني للترفيه الموسيقي اليابانية - اِستُخدِمت شارة للنهاية في الحلقات 330–342                                             | آنليميتس        | 45   | 3      | [ 82 ] |
| 2011 | "رد: الدعاء" (Re:pray) - تاريخ الإصدار: 14 ديسمبر 2011 - منتج: تسجيلات دفستار - اِستُخدِمت شارة للنهاية في الحلقات 343–354                                                                           | إيمر            | 41   | 3      | [ 83 ] |
| 2012 | "قناع" (MASK) - تاريخ الإصدار: 22 فبراير 2012 - منتج: إبك ريكوردز اليابان - اِستُخدِمت شارة للنهاية في الحلقات 355–366                                                                               | أكوا تايمز      | 10   | 4      | [ 84 ] |

### أفلام
| سنة  | عنوان | فنان           | رسوم | رسوم   | مرجع   |
| سنة  | عنوان | فنان           | ذروة | أسابيع | مرجع   |
| ---- | --- | -------------- | ---- | ------ | ------ |
| 2006 | "ما بعد ألف ليلة" (千の夜をこえて سِن نو يورو وو كويتي) - تاريخ الإصدار: 22 نوفمبر 2006 - منتج: إبك ريكوردز اليابان - اِستُخدِمت شارة لفيلم بليتش: ذكريات اللا أحد                                              | أكوا تايمز     | 5    | 22     | [ 85 ] |
| 2007 | "صخرة الضوء" (光のロック هيكاري نو روك) - تاريخ الإصدار: 12 ديسمبر 2007 - منتج: سوني للترفيه الموسيقي اليابانية - اِستُخدِمت شارة لفيلم بليتش: تمرد غبار الماس                                                 | سامبو ماستر    | 24   | 8      | [ 86 ] |
| 2008 | "حتى إن لم تستطع رؤية القمر الليلة" (今宵、月が見えずとも كويوي، تسوكي غا ميزو تومو) - تاريخ الإصدار: 10 ديسمبر 2008 - منتج: سوني للترفيه الموسيقي اليابانية - اِستُخدِمت شارة لفيلم بليتش: التلاشي إلى الأسود | بورنو غرافيتي  | 2    | 15     | [ 87 ] |
| 2010 | "أنقِذ الفرد، أنقِذ الجماعة" (Save the One, Save the All) - تاريخ الإصدار: 1 ديسمبر 2010 - منتج: سوني للترفيه الموسيقي اليابانية - اِستُخدِمت شارة لفيلم بليتش: قصيدة الجحيم                                     | تي إم ريفولوشن | 4    | 9      | [ 88 ] |

## موسيقى تصويرية

### أنمي
| سنة  | عنوان | مرجع   |
| ---- | --- | ------ |
| 2005 | موسيقى مسلسل أنمي بليتش التصويرية 1 TV Animation Bleach Original Soundtrack 1 - تاريخ الإصدار: 18 مايو 2005 - منتج: أنيبلكس           | [ 89 ] |
| 2005 | موسيقى مسلسل أنمي بليتش التصويرية 2 TV Animation Bleach Original Soundtrack 2 - تاريخ الإصدار: 2 أغسطس 2005 - منتج: أنيبلكس           | [ 90 ] |
| 2008 | موسيقى مسلسل أنمي بليتش التصويرية 3 TV Animation Bleach Original Soundtrack 3 - تاريخ الإصدار: 5 نوفمبر 2008 - منتج: أنيبلكس          | [ 91 ] |
| 2009 | صندوق الذكرى السنوية الخامسة لمسلسل أنمي بليتش TV Animation Bleach 5th Anniversary Box - تاريخ الإصدار: 29 يوليو 2009 - منتج: أنيبلكس | [ 92 ] |
| 2009 | موسيقى مسلسل أنمي بليتش التصويرية 4 TV Animation Bleach Original Soundtrack 4 - تاريخ الإصدار: 16 ديسمبر 2009 - منتج: أنيبلكس         | [ 93 ] |

### أفلام
| سنة  | عنوان | مرجع   |
| ---- | --- | ------ |
| 2006 | موسيقى فيلم بليتش: ذكريات اللاأحد التصويرية Bleach The Movie Memories Of Nobody Original Soundtrack - تاريخ الإصدار: 13 ديسمبر 2006 - منتج: أنيبلكس         | [ 94 ] |
| 2007 | موسيقى فيلم بليتش: تمرد غبار الماس التصويرية Bleach The Movie The DiamondDust Rebellion Original Soundtrack - تاريخ الإصدار: 19 ديسمبر 2007 - منتج: أنيبلكس | [ 95 ] |
| 2008 | موسيقى فيلم بليتش: التلاشي إلى الأسود التصويرية Bleach The Movie Fade to Black Original Soundtrack - تاريخ الإصدار: 10 ديسمبر 2008 - منتج: أنيبلكس          | [ 96 ] |
| 2010 | موسيقى فيلم بليتش: قصيدة الجحيم التصويرية Bleach The Movie The Hell Verse Original Soundtrack - تاريخ الإصدار: 1 ديسمبر 2010 - منتج: أنيبلكس                | [ 97 ] |

## موسيقى الروك
أصدرت أنيبلكس ثلاثة ألبومات تحتوي أغانٍ من مسرحية بليتش الغنائية.
| سنة  | عنوان | رسوم | رسوم   | مرجع    |
| سنة  | عنوان | ذروة | أسابيع | مرجع    |
| ---- | --- | ---- | ------ | ------- |
| 2006 | مسرحية بليتش الغنائية على الهواء Rock Musical Bleach Live - تاريخ الإصدار: 7 يونيو 2006 - منتج: أنيبلكس                                                       | —    | —      | [ 98 ]  |
| 2007 | مسرحية بليتش الغنائية على الهواء - ظلام القمر النازف Rock Musical Bleach - The Dark Of the Bleeding Moon Live - تاريخ الإصدار: 21 فبراير 2007 - منتج: أنيبلكس | 130  | 1      | [ 99 ]  |
| 2008 | مسرحية بليتش الغنائية Rock Musical Bleach - تاريخ الإصدار: 6 أغسطس 2008 - منتج: أنيبلكس                                                                       | 48   | 3      | [ 100 ] |

## أقراص دراما
أقراص دراما بليتش قد أُنتِجت وتحتوي على أصوات من مؤديي الأصوات الأصليين. أقراص الدراما كانت جزءًا من إصدارات الدي في دي (النسخ المحدودة).
| سنة  | عنوان | مرجع    |
| ---- | --- | ------- |
| 2005 | "عميل الشينيغامي: قرص الدراما 1" (死神代行篇:ドラマCD1 شينيغامي دايكو هِن: دوراما سي دي 1) - تاريخ الإصدار: 2 فبراير 2005 - منتج: أنيبلكس                                          | [ 101 ] |
| 2005 | "مجتمع الأرواح: بداية التسلل: قرص الدراما 2" (尸魂界・潜入篇:ドラマCD2 سورو سوسايتي سِنِّيو هِن: دوراما سي دي 2) - تاريخ الإصدار: 27 يوليو 2005 - منتج: أنيبلكس                       | [ 102 ] |
| 2005 | "مجتمع الأرواح: الإنقاذ: قرص الدراما 3" (尸魂界 救出篇:ドラマCD3 سورو سوسايتي كيوشوتسو هِن: دوراما سي دي 3) - تاريخ الإصدار: 21 ديسمبر 2005 - منتج: أنيبلكس                        | [ 103 ] |
| 2006 | "البونت: قرص الدراما 4" (バウント篇:ドラマCD4 باونتو هِن: دوراما سي دي 4) - تاريخ الإصدار: 24 مايو 2006 - منتج: أنيبلكس                                                            | [ 104 ] |
| 2007 | "هجوم البونت على مجتمع الأرواح: قرص الدراما 5" (バウント・尸魂界強襲篇:ドラマCD5 باونتو سورو سوسايتي كيوشو هِن: دوراما سي دي 5) - تاريخ الإصدار: 25 أبريل 2007 - منتج: أنيبلكس     | [ 105 ] |
| 2007 | "آرانكر: الوصول: قرص الدراما 6" (破面・出現篇:ドラマCD6 آرانكارو شوتسوغِن هِن: دوراما سي دي 6) - تاريخ الإصدار: 27 يونيو 2007 - منتج: أنيبلكس                                       | [ 106 ] |
| 2007 | "آرانكر: بداية التسلل إلى الهيوكو موندو: قرص الدراما 7" (破面・虚圏 潜入篇:ドラマCD7 آرانكارو ويكو موندو سِنِّيو هِن: دوراما سي دي 7) - تاريخ الإصدار: 19 ديسمبر 2007 - منتج: أنيبلكس | [ 107 ] |
| 2008 | "آرانكر: القتال الضاري: قرص الدراما 8" (破面・激闘篇:ドラマCD8 آرانكارو غيكيتو هِن: دوراما سي دي 8) - تاريخ الإصدار: 28 مايو 2008 - منتج: أنيبلكس                                  | [ 108 ] |
| 2008 | "القائد الجديد شوسوكي أماغاي: قرص الدراما 9" (新隊長天貝繍助篇:ドラマCD9 شين تايتشو أماغاي شوسوكي هِن: دوراما سي دي 9) - تاريخ الإصدار: 26 نوفمبر 2008 - منتج: أنيبلكس             | [ 109 ] |
| 2009 | "الآرانكر ضد الشينيغامي: قرص الدراما 10" (破面･VS.死神篇:ドラマCD10 آرانكارو في إس. شينيغامي هِن: دوراما سي دي 10) - تاريخ الإصدار: 27 مايو 2009 - منتج: أنيبلكس                   | [ 110 ] |
| 2010 | "آرانكر: معركة كاراكورا الحاسمة: قرص الدراما 11" (破面・空座決戦篇:ドラマCD11 آرانكارو كاراكورا كيسِّن هِن: دوراما سي دي 11) - تاريخ الإصدار: 27 يناير 2010 - منتج: أنيبلكس          | [ 111 ] |
| 2010 | "حكايات قاتل الأرواح غير المعروفة: قرص الدراما 12" (斬魄刀異聞篇:ドラマCD12 زانباكوتو إبون هِن: دوراما سي دي 12) - تاريخ الإصدار: 26 مايو 2010 - منتج: أنيبلكس                     | [ 112 ] |
| 2011 | "حكايات قاتل الأرواح غير المعروفة: قرص الدراما 13" (斬魄刀異聞篇:ドラマCD13 زانباكوتو إبون هِن: دوراما سي دي 13) - تاريخ الإصدار: 26 يناير 2011 - منتج: أنيبلكس                    | [ 113 ] |

## وصلات خارجية
- Official Sony Music Bleach website (باليابانية)
- Official Aniplex Bleach website (باليابانية)